# Polarity (Album)
Polarity ist ein Jazzalbum von Ivo Perelman und Nate Wooley. Die 2020 entstandenen Aufnahmen erschienen am 12. Februar 2021 auf dem Label Burning Ambulance Music.

## Hintergrund
Der Tenorsaxophonist Ivo Perelman und der Trompeter Nate Wooley kamen für Polarity zusammen, um in diesem Setting die Möglichkeiten der dualen Improvisation zu erforschen. Perelman hatte bis zu Polarity noch nie in einem Duo mit einem Trompeter gespielt.  Ivo Perelman und Nate Wooley hatten jedoch zuvor mit Matthew Shipp das Album Philosopher's Stone eingespielt.

## Titelliste
- Polarity

1. Four 6:51
2. Two B 3:31
3. Seven A 5:07
4. Three A 3:16
5. Five A 2:55
6. Eight 2:56
7. Two A 2:23
8. One A 1:58
9. Nine Short 1:27
10. Six 10:49

Alle Kompositionen stammen von Ivo Perelman und Nate Wooley.

## Rezeption
Nach Ansicht von John Morrison (Bandcamp Daily) hätten die beiden Musiker zu einem gemeinsam Set zusammengefunden, das tief in die Kunst der musikalischen Spontaneität eintauche. Bei der Session herrsche eine Haltung der Neugier, die sich durch das Album ziehe. „Perelman und Wooley verwenden Klang, um miteinander zu kommunizieren - beide hören aktiv zu, reagieren und antworten in Echtzeit aufeinander. Hier gibt es keinen „Führer“; das Spielen der Musik ist selbst der Leitfaden, und die Musiker lassen sich von Spontanität antreiben.“

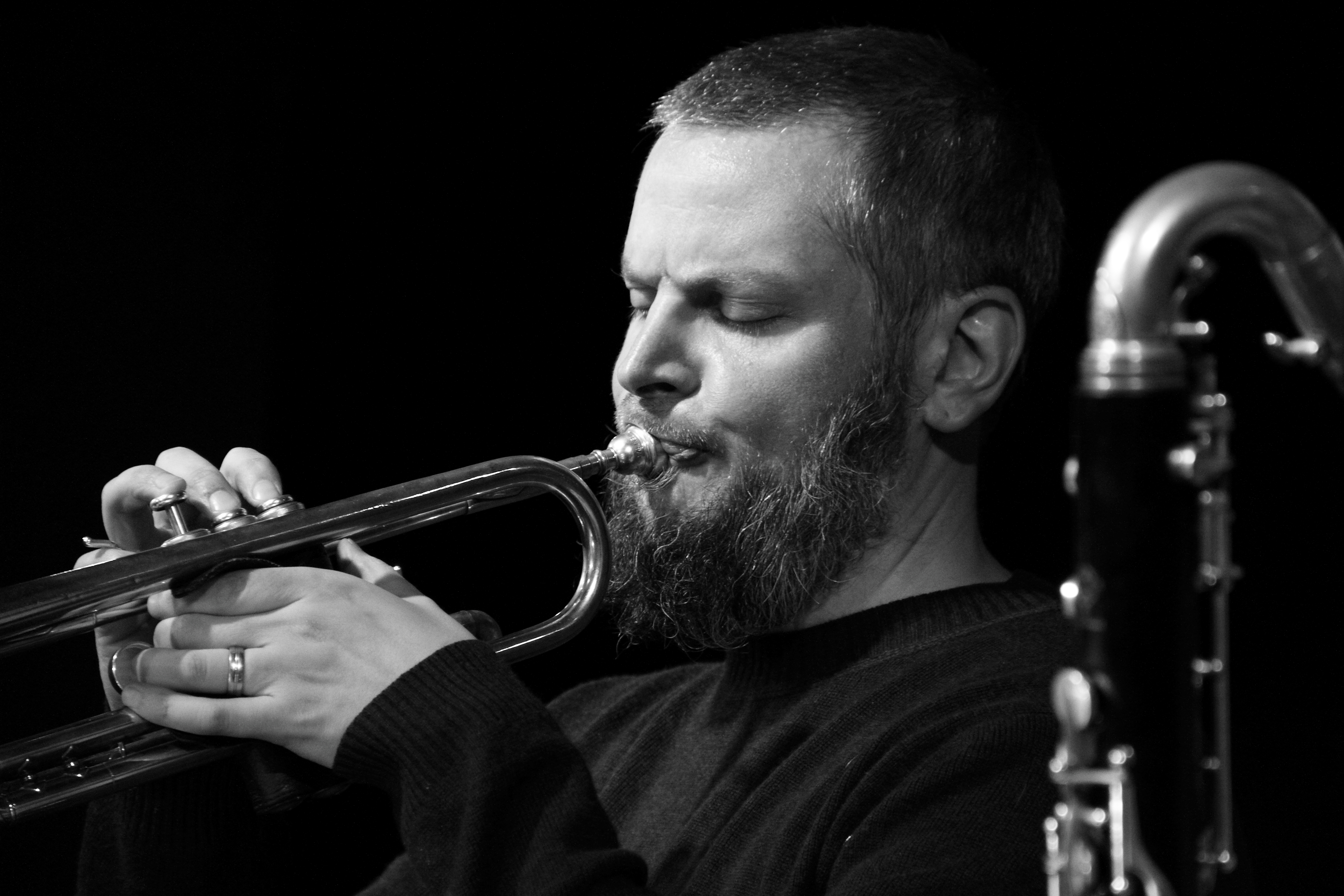
Nate Wooley bei einem Konzert im club W71, Weikersheim (2014)

S. Victor Aaron schrieb in Something Else!, man könnte sagen, dass Nate Wooley der Ivo Perelman der Trompete und Ivo Perelman der Nate Wooley des Tenorsaxophons ist. Wenn Wooley Saxophon spielen würde, würde es wahrscheinlich sehr nach Perelman klingen, und wenn Perelman eine Trompete aufgenommen hätte, würde es wahrscheinlich Wooleys Spiel ähneln. Zwei Instrumente, ein Geist, so der Autor. Bei Stücken wie „Eight“ sei es schwierig, das normalerweise ungleiche Saxophon und die Trompete auseinanderzuhalten, da sie so in derselben Ebene eingeschlossen seien. Dies sei auch dann der Fall, wenn Perelman auf dieselbe freie Weise singe, in der er sein Instrument spiele. Wooleys tiefes Spiel auf der Trompete sei eine veränderte Herangehensweise, die er für „Two A“ verwendet, und selbst hier setze er es auf ungewöhnliche Weise ein, um mit Perelman in Verbindung zu bleiben. Wooley und Perelman halten ihre Duologe meistens kurz und prägnant, viele laufen nur etwa zwei Minuten, aber die über zehn Minuten dauernde „Six“ sei eine Gelegenheit, „Ideen, die man sich spontan vorstelle, vollständig zu entspannen. Sie nutzen diese Zeit, um zu konvergieren und wieder zu divergieren, und folgen dabei einer melodischen Linie, von der sie selbst im Voraus nichts wissen.“
Suzanne Lorge (Down Beat) meinte, auf diesem Album – dem eigenwilligsten der drei Neuveröffentlichungen Perelmans (neben Garden of Jewels und Shamanism, mit Matthew Shipp und Gitarrist Joe Morris) – verwende das Duo nur Atem und Fantasie, um artikulierte Ausdrücke spontaner Kommunikation zu schaffen. Man höre, wie sich Perelmans Studium des Belcanto ausgezahlt habe: Seine Kontrolle über jede deklarative Phrase ist hervorragend, da er ästhetische Elemente integriere, die aus dem klassischen Repertoire stammen.